# Хасан ибн Али
Аль-Хаса́н ибн Али́ ибн Абу́ Та́либ  аль-Хашими́ аль-Кураши́ (араб. الحسن بن علي بن أﺑﻲ طالب الهاشمي القرشي‎; 1 марта 625, Медина, Хиджаз — 669[…], Медина, Хиджаз, Омейядский халифат) — пятый праведный халиф, правивший в 661 году и второй имам шиитов. Внук и сподвижник исламского пророка Мухаммеда, сын его двоюродного брата Али ибн Абу Талиба и дочери Фатимы.
Во время халифата Али (656—661) Хасан сопровождал его в военных кампаниях Первой мусульманской гражданской войны. После убийства Али в 661 году Хасан был признан халифом в эль-Куфе. Его суверенитет не был признан сирийским губернатором Муавией I (661—680), который повёл армию в эль-Куфу, в то время как в письмах настаивал на отречении Хасана. В ответ Хасан послал авангард под командованием Убайдуллаха ибн аль-Аббаса, чтобы блокировать продвижение Муавии, пока он не прибудет с основной армией. Тем временем Хасан был тяжело ранен в результате неудачной попытки убийства хариджитами, фракцией, выступающей как против Али, так и против Муавии. Это нападение деморализовало армию Хасана и привело к массовому дезертирству. Убайдуллах и большая часть его войск также дезертировали после того, как Муавия подкупил его. В августе 661 года Хасан подписал мирный договор с Муавией при условии, что последний будет править в соответствии с Кораном и сунной, совет должен назначить его преемника, а сторонники Хасана получат амнистию. Хасан отошёл от политики и отрёкся от престола в Медине, где умер либо от болезни, либо от отравления, хотя ранние источники почти единодушны в том, что он был отравлен. Муавия обычно рассматривается как зачинщик убийства Хасана, которое устранило препятствие для наследования его сына Язида (680—683).
Критики Хасана называют его договор с Муавией признаком слабости, говоря, что он намеревался сдаться с самого начала. Учитывая военное превосходство Муавии, сторонники Хасана утверждают, что его отречение было неизбежным после того, как его солдаты взбунтовались, и что им двигало стремление к единству и миру среди мусульман, что, как сообщается, было предсказано Мухаммедом в суннитском хадисе. Другой суннитский хадис, также приписываемый Мухаммеду, предсказывал, что пророческая преемственность продлится тридцать лет, что, вероятно, было истолковано некоторыми ранними суннитскими учёными как свидетельство того, что халифат Хасана был праведным (рашид). В шиитской теологии божественная непогрешимость (исма) Хасана как второго шиитского имама ещё больше оправдывала его образ действий. Будучи законным преемником Мухаммеда в шиитском исламе, всеобъемлющая светская и религиозная власть Хасана исходила от боговдохновенного назначения (насс), которое не было отменено отречением Муавии, который узурпировал только светскую власть. Имамат и халифат рассматриваются в шиитском исламе как отдельные институты до тех пор, пока Бог не сделает имама победителем.

## Биография
Во время халифата своего отца Али ибн Абу Талиба, участвовал в битве при Сиффине. После трагической смерти отца в 661 году Хасан был провозглашен халифом Арабского халифата, но через несколько месяцев, в целях объеденения общину мусульман и принимая обещания по дальнейшему продвижения Ислама со стороны Муавии ибн Абу Суфьяну из дома Омейядов, передал последнему власть. После своего отречения он уехал в Медину со своим братом Хусейном.
Согласно условиям договора, после смерти Муавии власть в халифате должна была перейти обратно к Хасану, а в случае его преждевременной кончины — к младшему брату Хасана, Хусейну. По мнению шиитов, это условие не могло устраивать Муавию, желавшего видеть наследником своего сына Язида, что и послужило причиной предполагаемого отравления имама.
Шииты утверждают, что к смерти Хасана был причастен Муавия ибн Абу Суфьян, а исполнителем была его жена.

## Хадисы
Упоминание в хадисе:

Сказал Посланник Аллаха, мир ему и милость Аллаха, в момент когда Хасан Ибн Али, да будет доволен им Аллах, находился рядом с ним: «Воистину, этот мой сынок — господин, и случится, что Аллах приведёт к согласию через него две огромные группы из мусульман.